# Tvardița
Tvardita (en rumano: Tvardița) es una ciudad y comuna en el sur de Moldavia, centro administrativo del distrito homónimo. La mayoría de los habitantes de la ciudad son búlgaros de Besarabia.

## Toponimia
El nombre de la ciudad en otros idiomas de importancia en el asentamiento es Tvarditsa (en búlgaro: Твърдица; en ruso: Твардица; en ucraniano: Твардіца).

## Geografía
Tvardita está ubicada a 40 km de Taraclia y a 84 km de Chisináu. La ciudad está a 3 km de la frontera con el óblast de Odesa, Ucrania.

## Historia
Tvardita fue fundada después de la guerra ruso-turca de 1828-1829 por refugiados búlgaros de Tvarditsa y la región circundante. Los colonos búlgaros se dedicaron a la agricultura. Mientras tanto, la diócesis ortodoxa de Chisináu dio permiso a los búlgaros de la zona para construir una iglesia de piedra, las sagradas liturgias continuaron celebrándose allí incluso durante el período soviético. (cuando la religión fue prohibida).
De 1998 a 1999, Tvardita formó parte del distrito de Cahul. Anteriormente era una comuna, hasta que en 2013 Tvardița fue declarada ciudad.

## Demografía
La evolución de la población de Tvardita entre 1835 y 2014 fue la siguiente:
| 856                          | 5882 | 5420 |
| (Fuente: Localitati Moldova) |      |      |

Según el censo de 2014, los búlgaros de Besarabia representaban el 91,73% de los habitantes; los rumanos, el 2,34%; los gagaúzos, el 2,22%; los rusos, el 1,56%; y los ucranianos, el 1,24%.

## Economía
La mayor parte de la población está empleada en la empresa agrícola "Tverditsa". En los años 90 se construyeron 2 bodegas.

## Infraestructura

### Transporte
La localidad se ubica sobre la carretera R36 a medio camino entre Basarabeasca y Ceadîr-Lunga, en un rincón entre Gagaúzia y Ucrania.

## Galería

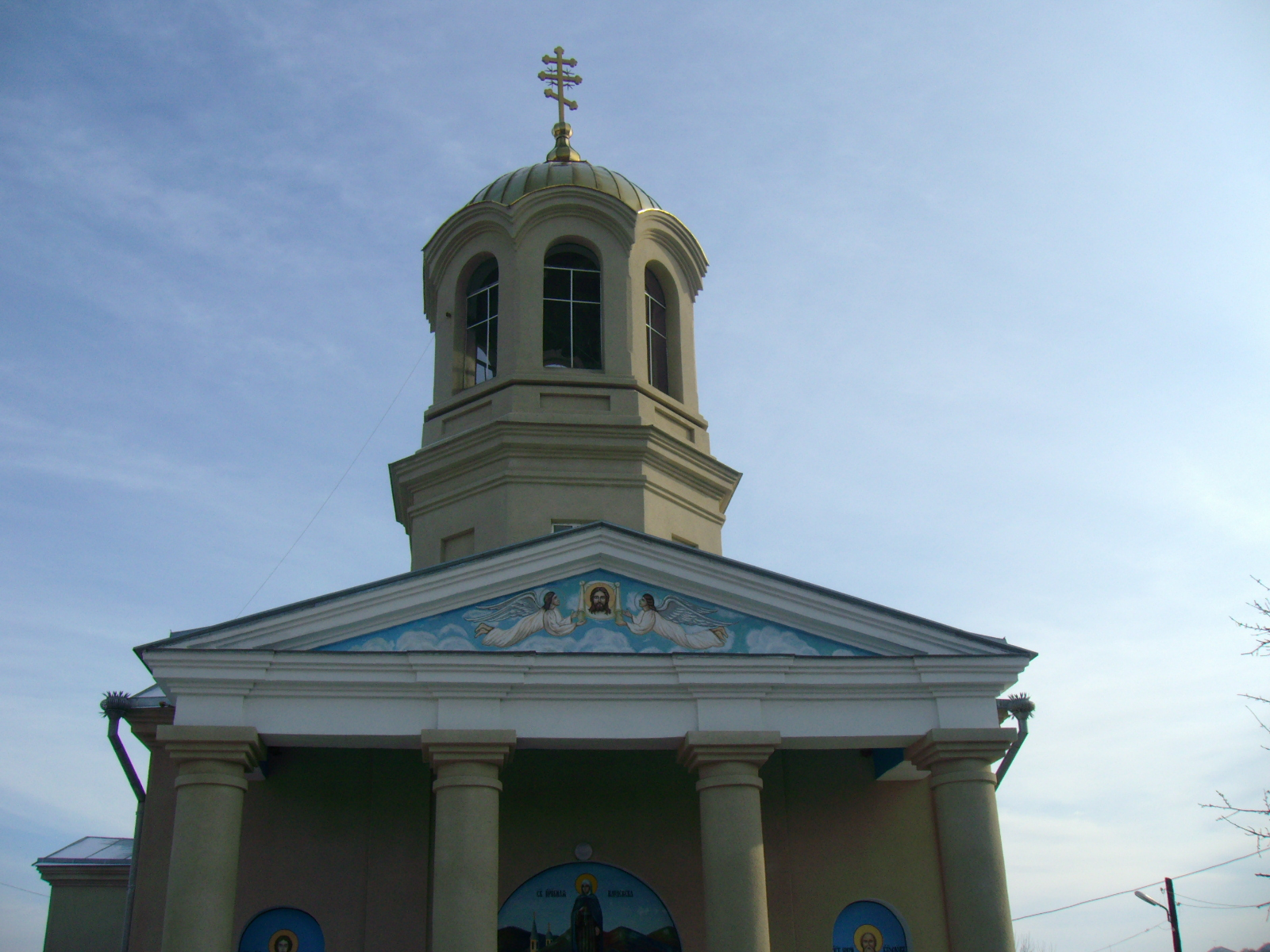
Iglesia de Tvardica
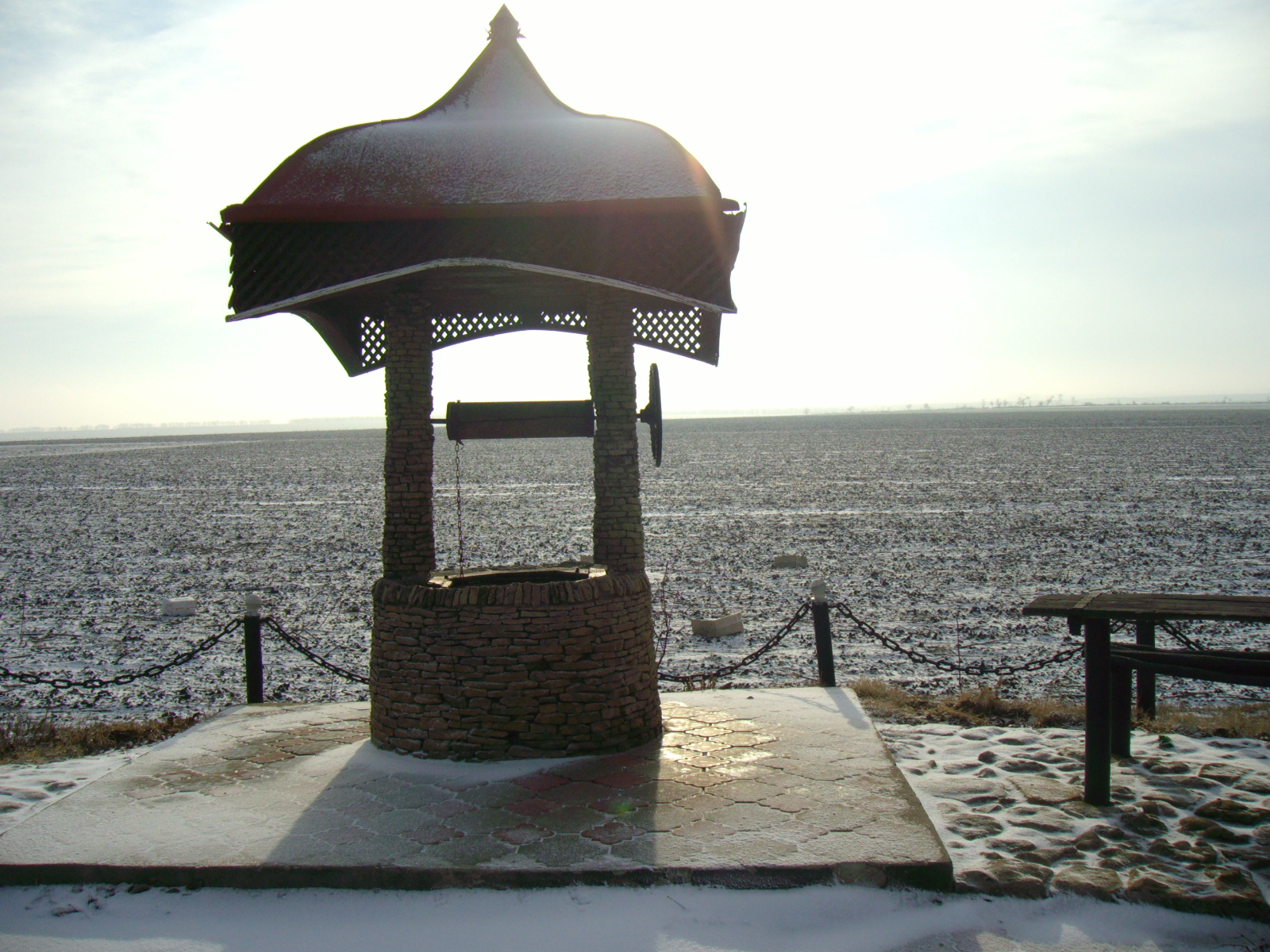
Pozo en Tvardita

## Ciudades hermanadas
Tvarita está hermanada con las siguientes ciudades:
- General Toshevo y Karlovo, Bulgaria.